# Renault Korea Motors

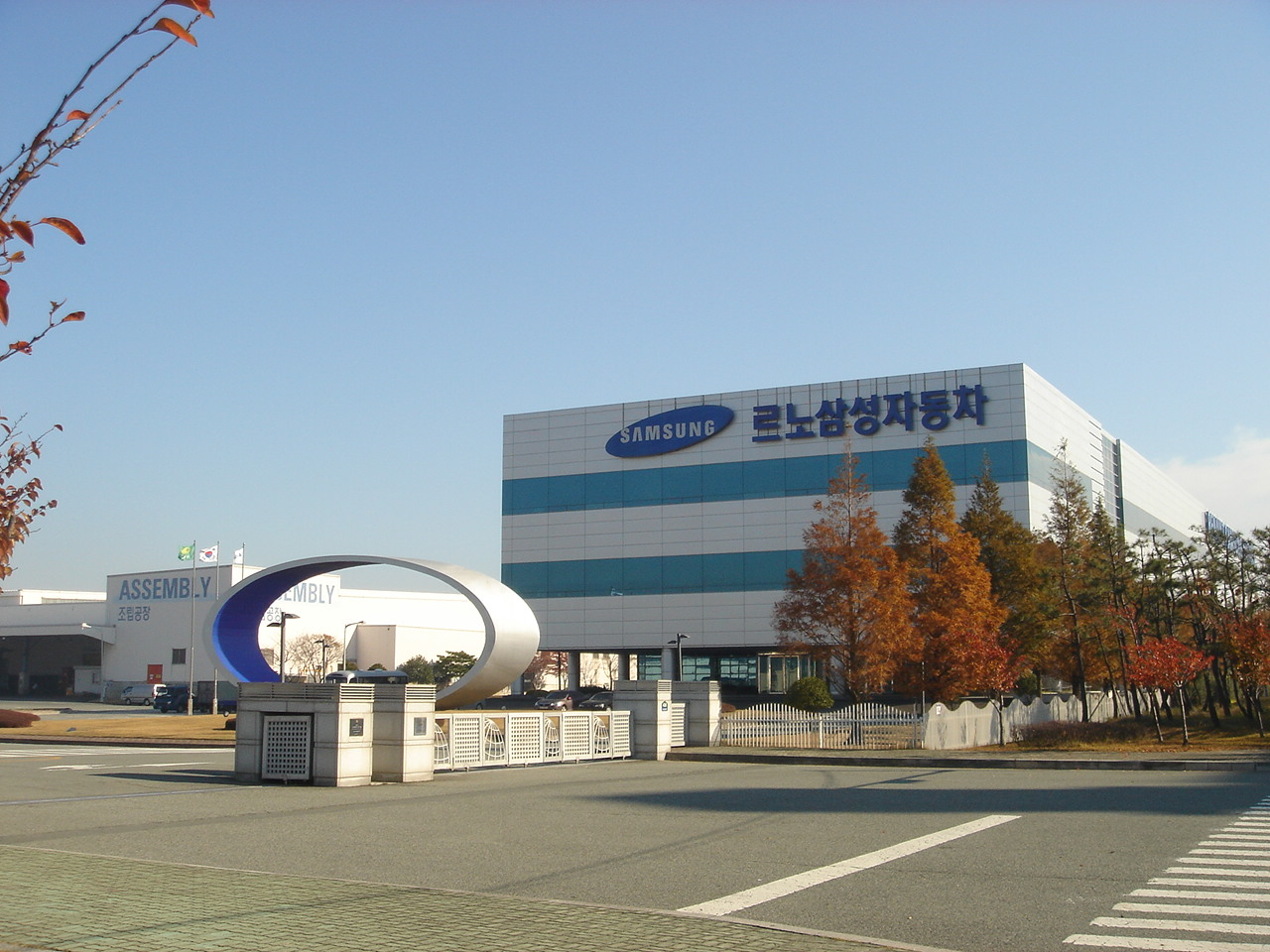
Planta de Renault Samsung Motors en Busan, Corea del Sur.

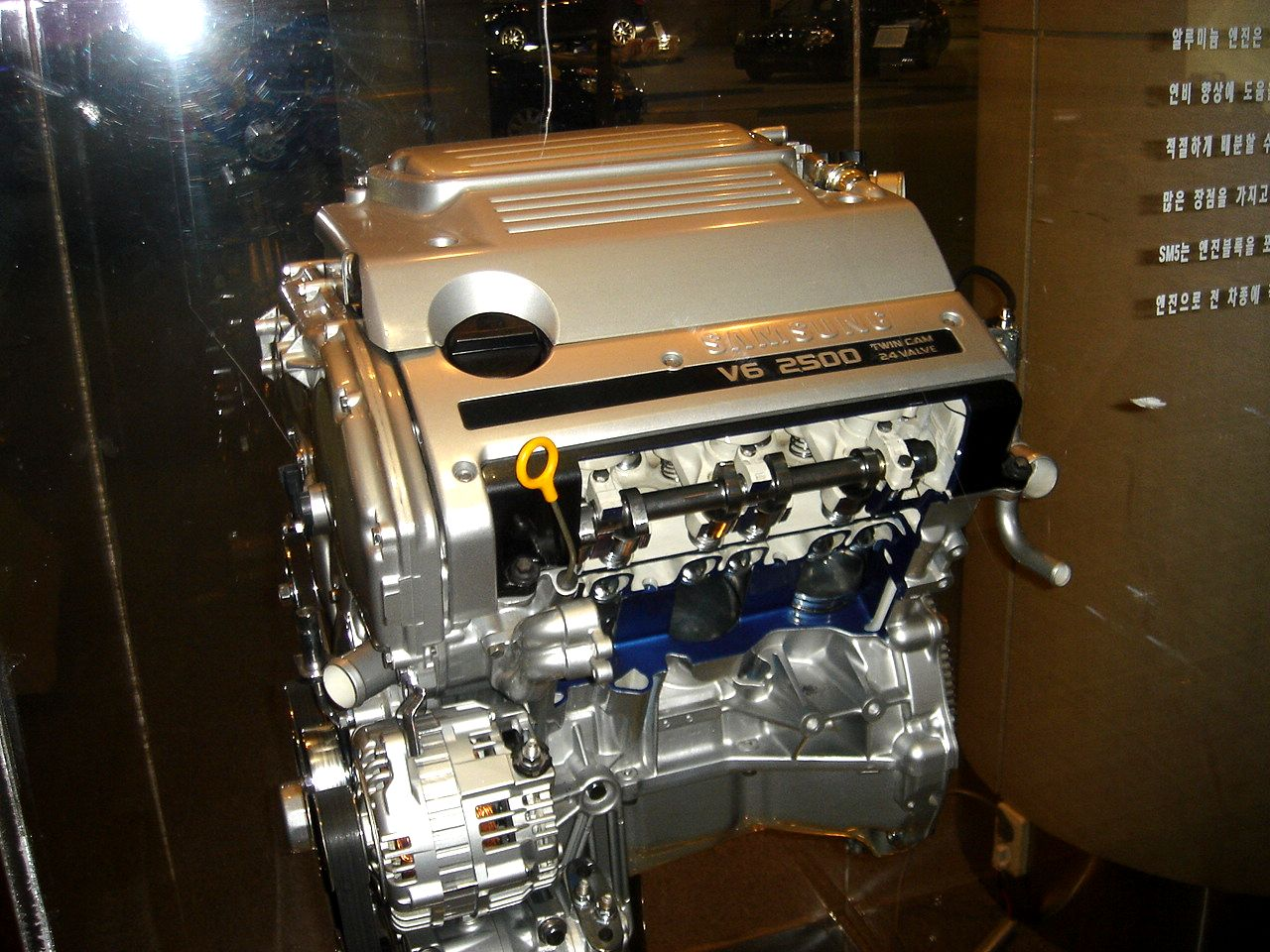
Motor VQ25 Renault-Samsung en fábrica de Busan, equipa al SM5.

Renault Korea Motors (en coreano: 르노코리아자동차) es un fabricante surcoreano de automóviles con sede en Busan, donde también se encuentra su único centro de ensamblaje, e instalaciones adicionales en Seúl (administración), Giheung (investigación y desarrollo) y Daegu (pruebas de vehículos).
La empresa fue fundada en 1994 por el chaebol Samsung con el nombre de Samsung Motors y la asistencia técnica de Nissan. Empezó a vender coches en 1998, justo antes de que Corea del Sur se viera afectada por la crisis financiera de Asia Oriental. En 2000 se convirtió en filial del fabricante francés Renault y pasó a llamarse Renault Samsung Motors (RSM), aunque Samsung mantuvo una participación minoritaria. Adoptó Renault Korea Motors como nombre comercial en marzo de 2022 y como nombre legal en agosto.
Renault Korea Motors comercializa una gama de automóviles que incluye modelos eléctricos y crossovers.

## Modelos

### Modelos actuales
- Renault Samsung SM3
- Renault Samsung SM5
- Renault Samsung SM6
- Renault Samsung SM7
- Renault Samsung QM3
- Renault Samsung QM5
- Renault Samsung XM3

### Modelos anteriores
- Samsung SQ5
- Samsung SV-110

### Galería de imágenes de Renault Samsung

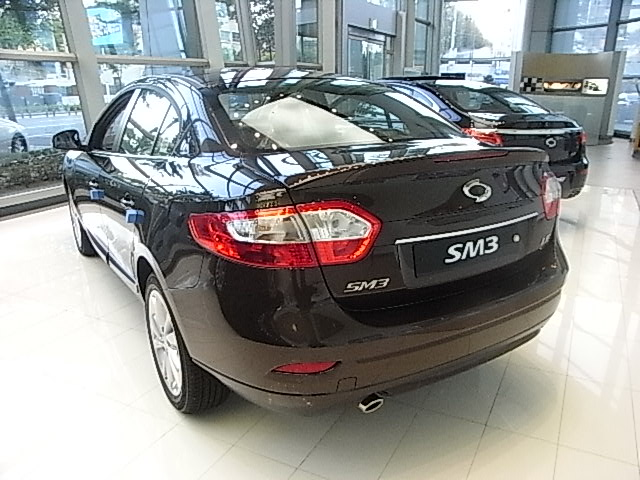
Renault Samsung SM3 segunda generación modelo paralelo de Renault Fluence.
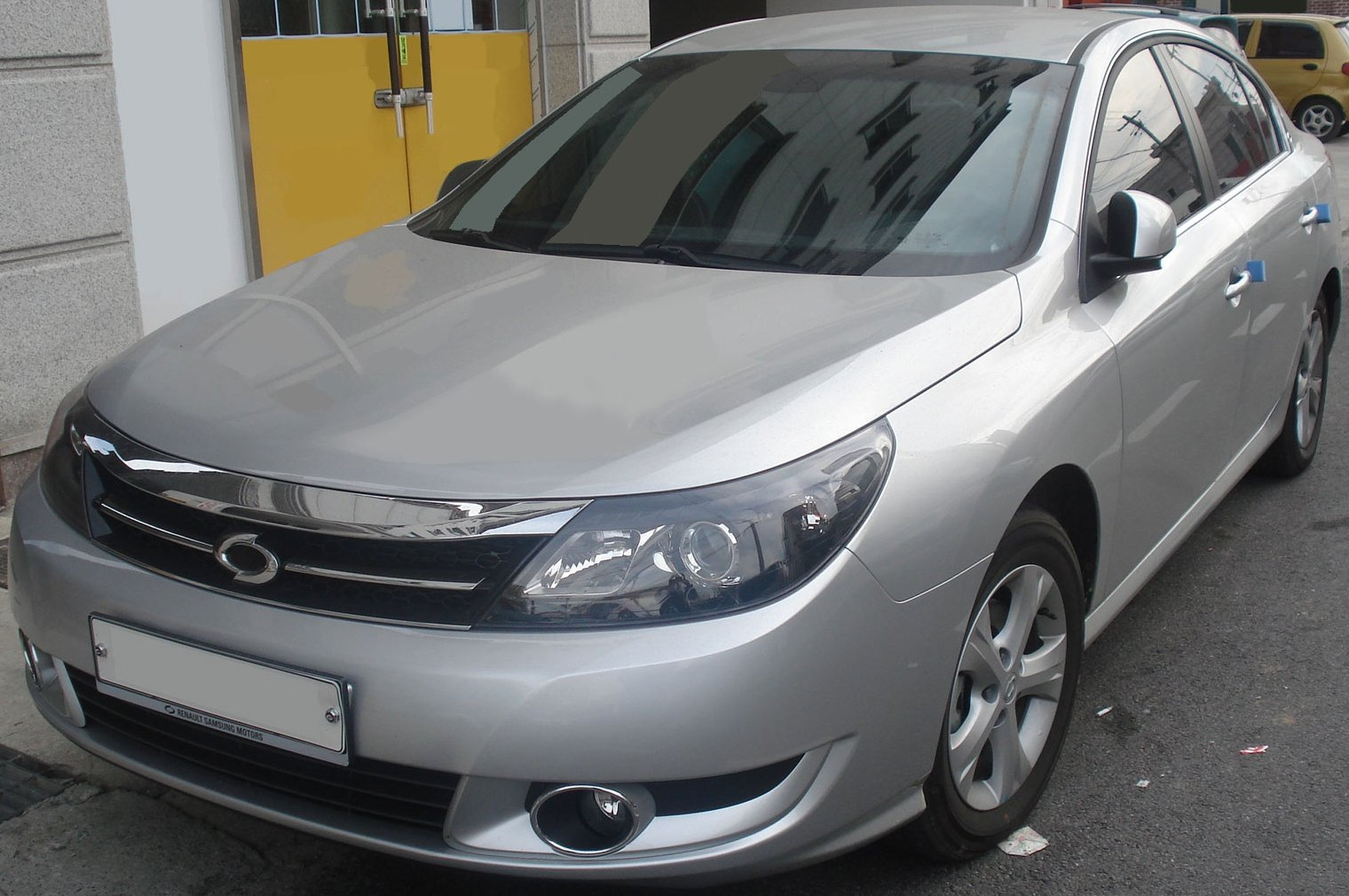
Renault Samsung SM5 tercera generación modelo paralelo de Renault Latitude.
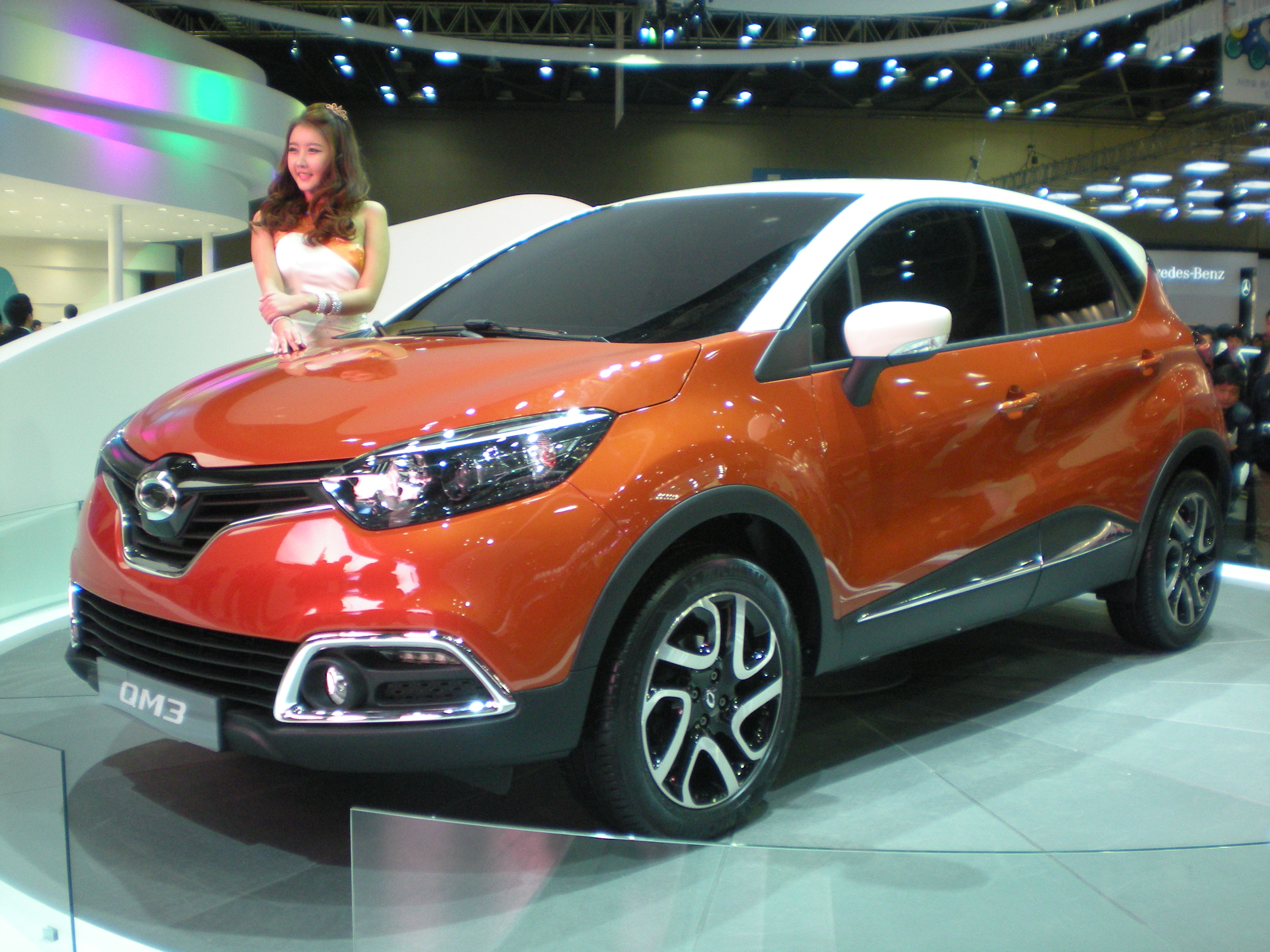
Renault Samsung QM3 modelo paralelo de Renault Captur.
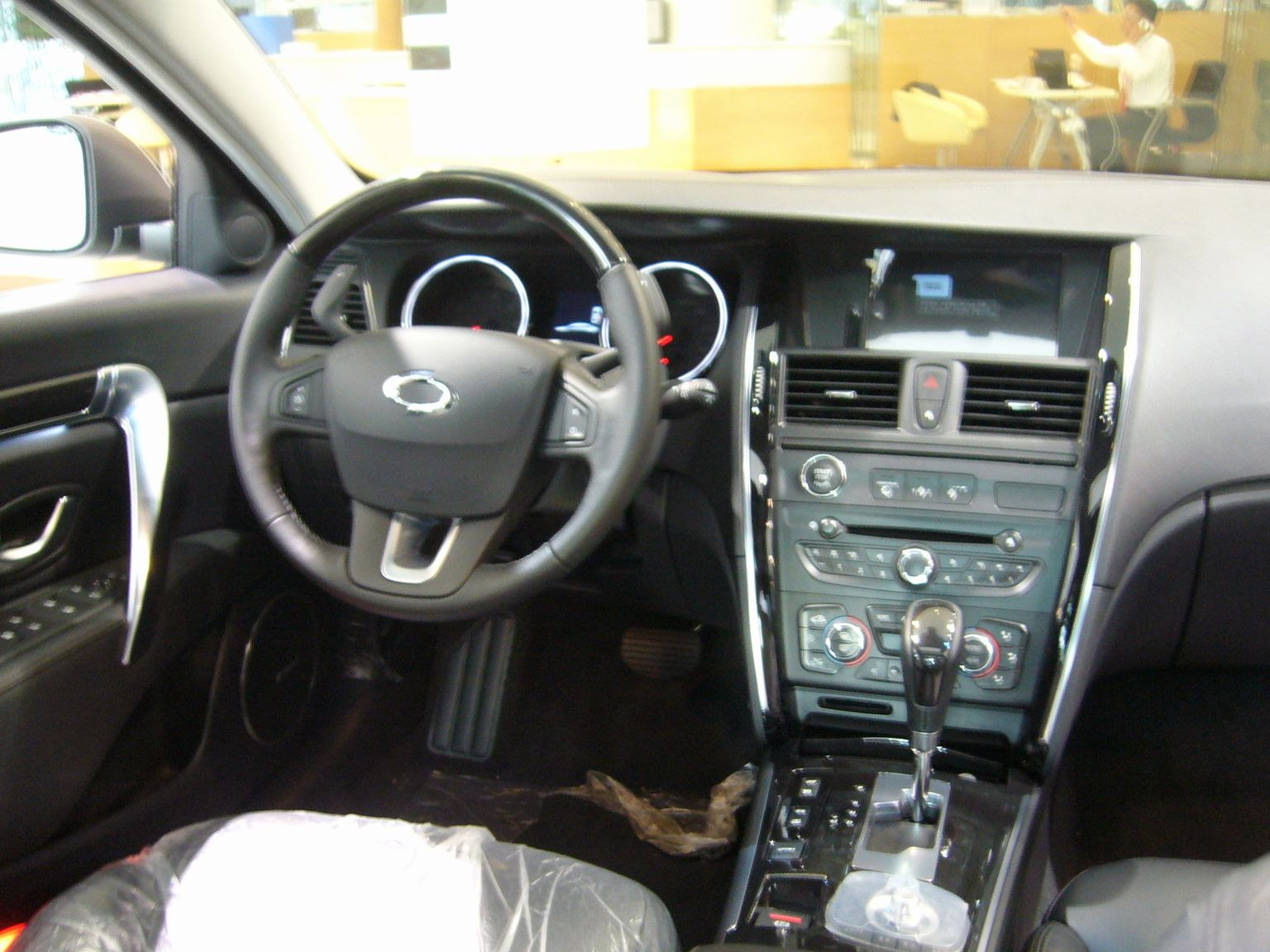
Interior Samsung Renault SM7

Los cambios en el modelo original no permiten hablar de un modelo nuevo sino más bien un reestiling basado en el original. Los vehículos Samsung SM3 y SM5 nueva generación se comercializan en Países de oriente, y en Chile bajo la marca Samsung.
El SM3 se comercializa en algunos países, bajo la marca Nissan.
En México los modelos SM3 y SM5 se comercializan bajo la marca Renault.
En 2011 Renault Samsung Motors dejó la fabricación de modelos basados en Nissan para pasar a fabricar modelos basados en Renault. En Chile fueron reemplazados por los modelos de Renault en 2014. AQ Samsung SM5 2010